# Глас Америке
Глас Америке (енгл. Voice of America) је медијска организација у власништву владе САД. Највећа је и најстарија америчка радиодифузна мрежа у иностранству. Производи дигитални, ТВ и радио-садржај на 48 језика, који дистрибуира широм света. Финансира је Агенција за глобалне медије САД.
Глас Америке је основан 1942. као владина невладина организација. Седиште се налази у Вашингтону. Током хладног рата, представљала је пропагандно средство владе САД с намером сламања комунистичких режима у источној Европи и Совјетском Савезу, а касније и у Кини.